# ヨーロッパ戦勝記念日

群衆にVサインをするチャーチル首相（ロンドン、1945年5月8日）

ヨーロッパ戦勝記念日（ヨーロッパせんしょうきねんび）は、第二次世界大戦において連合国がドイツを降伏させた日として、ヨーロッパにおける勝利を記念する日である。大半の連合国ではVEデー（英: Victory in Europe Day, V-E Day もしくは VE Day）とも呼ばれる日で、5月8日に当たる。ただしロシアなど旧ソ連諸国では、現地時間で5月9日を大祖国戦争戦勝記念日とする。

## 降伏文書調印

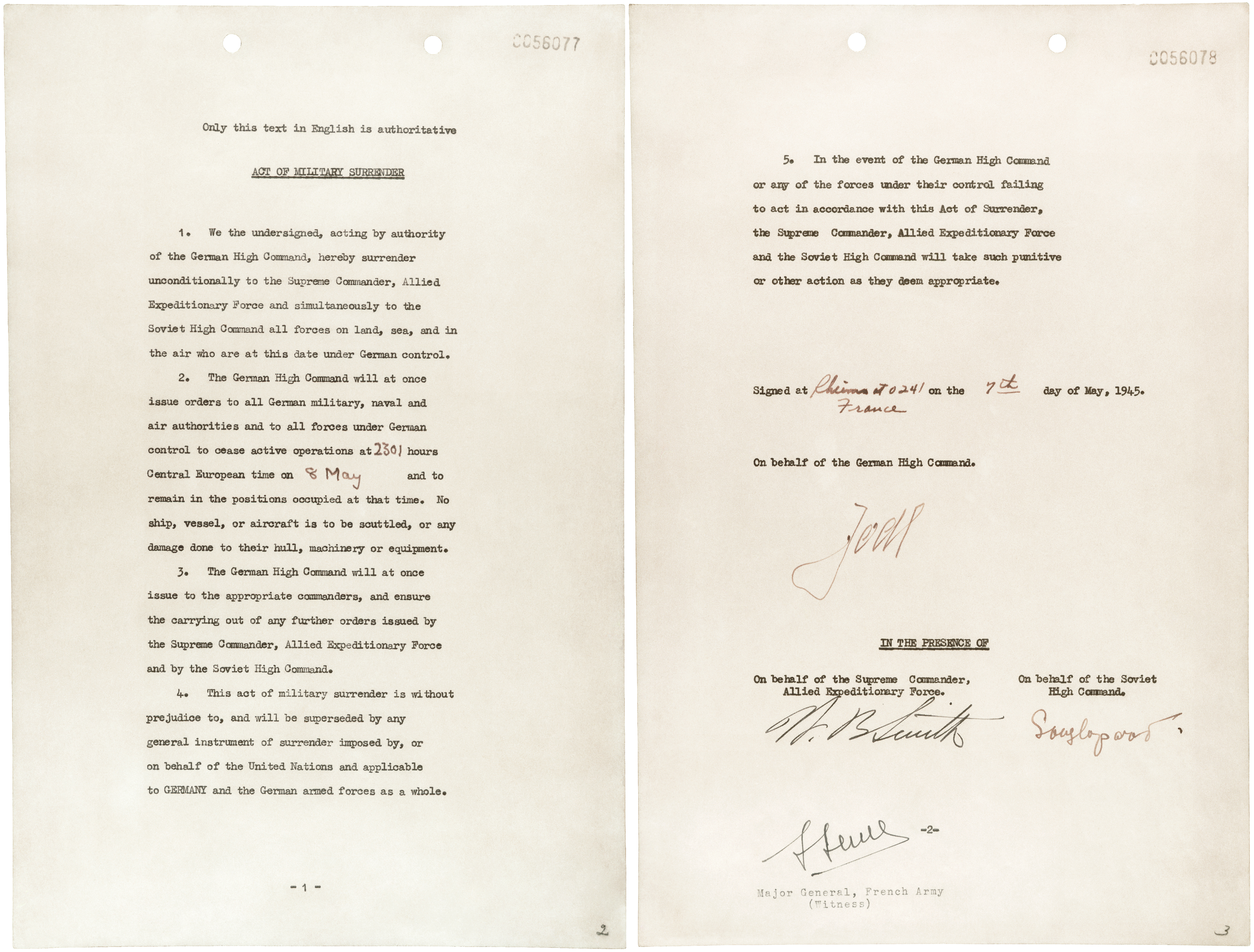
フランスの連合国遠征軍最高司令部で調印されたドイツ軍の降伏文書。

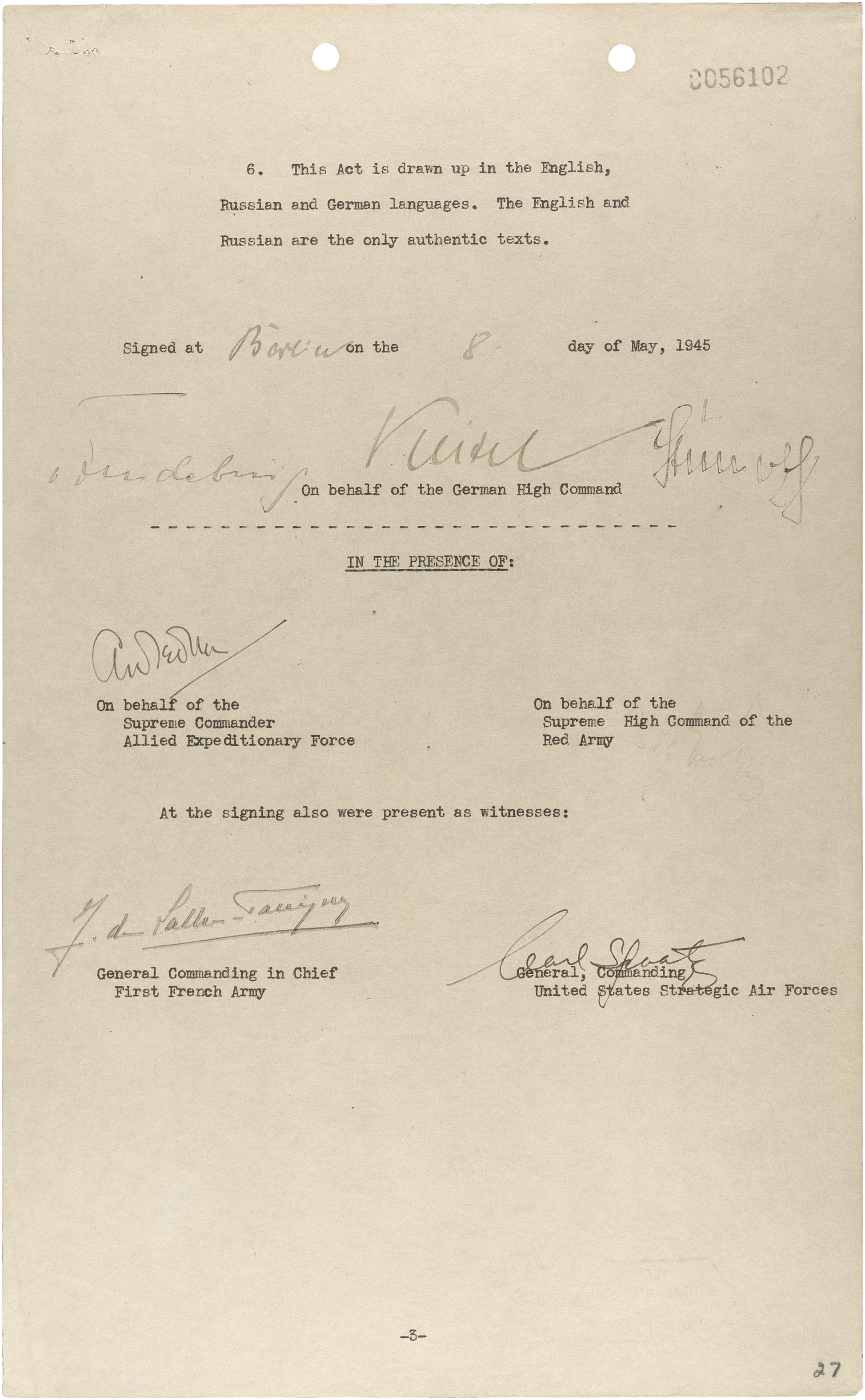
カールスホルストで調印された批准文書。

1945年5月7日午前2時41分、フランス・シャンパーニュ地方のランスにあった連合国遠征軍最高司令部  (Supreme Headquarters Allied Expeditionary Force, SHAEF) で、フレンスブルク政府のカール・デーニッツ元帥から降伏の権限を受けたドイツ国防軍最高司令部作戦部長アルフレート・ヨードル上級大将が連合国軍司令長官ドワイト・D・アイゼンハワー元帥とドイツの降伏文書に調印した。文書での停戦発効時刻は中央ヨーロッパ時間で5月8日23時01分となっていた。文書にはソ連軍代表のイワン・ススロパロフ大将が証人として署名している。正式な降伏文書調印はここで成立した。イギリスは当時西ヨーロッパ夏時間をとっていたため、停戦時刻は5月9日0時01分にあたる。
しかし連合国側は、第一次世界大戦のヴェルサイユ条約がドイツ国民に受け入れられず、「背後の一突き」伝説を生み出してナチ党の台頭を招いたことを繰り返す可能性を感じていた。このため連合国は戦場での降伏文書だけでは足らず、降伏文書の批准文書が必要であると考えた。この調印を行う人物は陸海空軍三軍の最高指揮権を持つ人物、ドイツ国防軍最高司令部総長ヴィルヘルム・カイテル元帥でなければならないと考えられていた。ソ連側は調印式にアイゼンハワー元帥の参加を要請したが、かわりに副司令官でイギリスのアーサー・テッダー元帥を派遣した。また、別の文献によればスターリンから降伏文書の文面が事前に合意したものではないと抗議があったためともされる。
5月8日、ベルリン市内のカールスホルストにおかれた赤軍司令部（ドイツの工兵学校兵舎を利用した）にカイテル元帥らドイツ代表が到着した。調印式は同日正午すぎに予定されていたが、夜半までずれ込んだ。これは調印文書をロシア語訳するのに時間がかかったという技術的理由があったからという説と、連合軍側証人として参加する予定だったフランスのジャン・ド・ラトル・ド・タシニー大将が、正式代表として調印に参加する事を要求したためであったという説、調印式の手順、席順、調印文書の文面の合意について時間がかかった説がある。第二の説では、証人の署名欄を代表のすぐ下にして準代表としての形を整える事でラトル・ド・タシニも承諾したとされる。
停戦時刻を過ぎた午後11時から、赤軍のゲオルギー・ジューコフ元帥とテッダー元帥、そしてドイツ国防軍のヴィルヘルム・カイテル元帥が降伏文書に調印した。連合軍側証人としてはド・ラトル将軍のほか、アメリカのカール・スパーツ准将が副署している。調印時刻はベルリン時間5月9日午前0時15分だった。
ただしヨーロッパで完全に戦闘が終結したのは、プラハの戦いが終結した5月11日の事だった。

## 戦勝国での反応

### イギリス

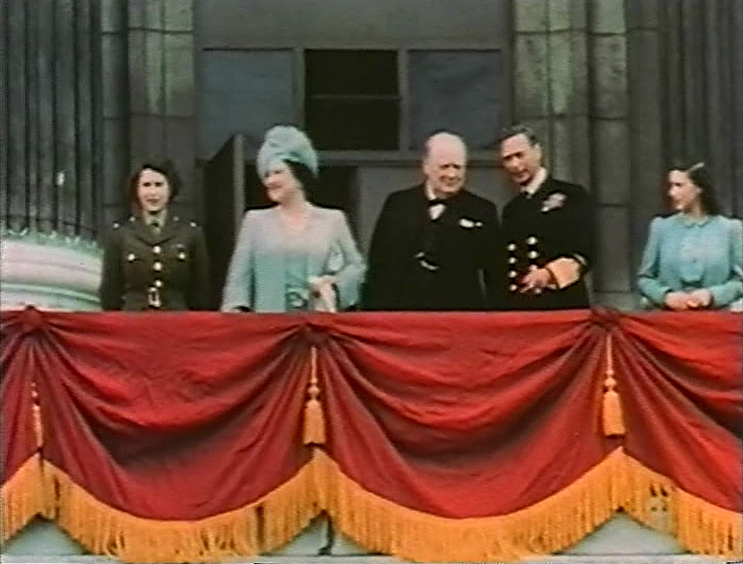
バッキンガム宮殿のバルコニーに立つ英国王一家とチャーチル。左から、エリザベス王女、エリザベス王妃、ウィンストン・チャーチル首相、ジョージ6世、マーガレット王女

1945年5月8日、各地で大規模な祝典が開催された。特にロンドンでは盛大で、この後も数年間にわたり食糧や衣服の配給が続いた厳しい経済環境の中、100万人以上の群集がカーニバルのような雰囲気の中で欧州戦線の終わりを祝った。トラファルガー広場からザ・マルを経てバッキンガム宮殿に至る地域は群集で埋まり、イギリス国王ジョージ6世とエリザベス王妃、イギリス首相ウィンストン・チャーチルが宮殿バルコニーから人々に手を振った。この時、エリザベス王女とマーガレット王女はロンドンの群衆の中へ入って人々と共に祝うことを許された。

### アメリカ合衆国
アメリカ合衆国では、ハリー・S・トルーマン大統領の61歳の誕生日だった。トルーマン大統領はこの勝利を、大戦のほとんどを指揮したものの1ヶ月弱前の4月12日に死去した故フランクリン・ルーズベルト前大統領に捧げる旨を語った。この日、前大統領の30日間の喪のため、国旗はまだ半旗であった。

### ソ連
調印時刻のベルリン時間5月9日午前0時15分は、モスクワ夏時間では5月9日午前2時15分であった。この為ロシアをはじめカザフスタン、ベラルーシなど多くの旧ソ連諸国では5月9日が対独戦勝記念日となっている。
以後ソ連、およびロシアはじめ旧ソ連諸国では毎年ごとに「大祖国戦争」の勝利を祝う軍事パレードなど、大々的な記念行事が催されている。

## ドイツ側の反応

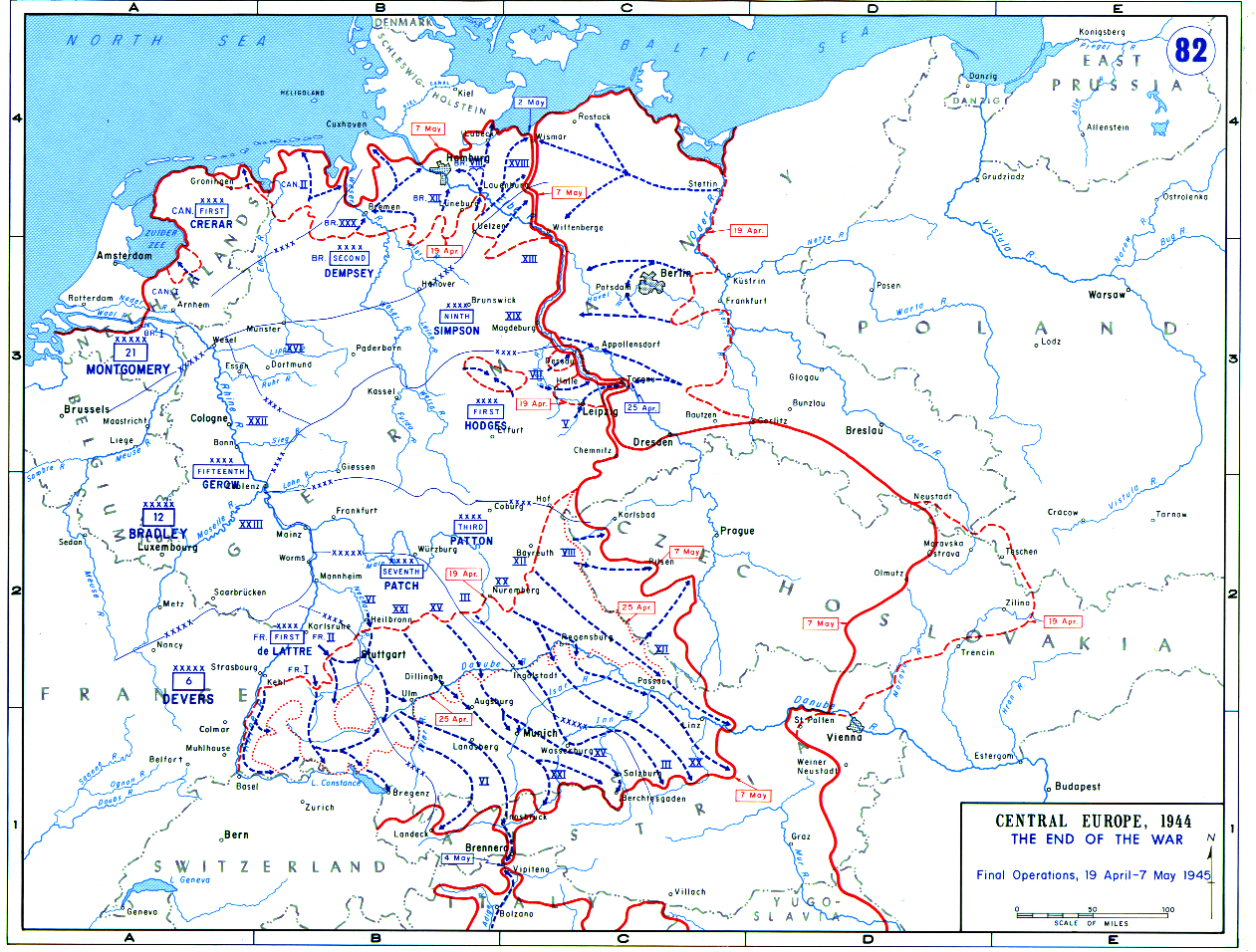
1945年4月19日から5月7日までの連合国の最前線の移動

1945年5月8日までに、ドイツの北端及び南端のごく一部を除く大半は連合国軍に占領されていた。占領地ではすでにナチ体制は崩壊し、市民は占領下の生活を受け入れ、あるいはソ連軍などから逃れての逃避行の途上にあった。それゆえ、「5月8日」自体はほとんどのドイツ人にとって急激な変化の日とは受けとめられなかった。
後年、ドイツ連邦共和国はこの日を「第二次大戦終戦の日」（"Ende des Zweiten Weltkrieges"）と呼称している。ドイツでは、第二次世界大戦で終戦は「Stunde Null（零時）」であると認識される動きが強く、敗北より解放、ひいては再建のはじまりであると認識されている。
しかし、年月の経過に伴って認識は変わり、西ドイツ大統領リヒャルト・フォン・ヴァイツゼッカーは、1985年5月8日の終戦（Kriegsende）40周年記念日に『荒れ野の40年』という演説を行い、5月8日をナチ体制からの「解放の日」と呼んだ。2005年の終戦60周年記念日には、ホルスト・ケーラー大統領が連邦議会での演説では初めて、戦闘で戦死したドイツ軍将兵、連合軍の空襲で死亡した一般市民にも言及し、彼らも「ナチズムと戦争の被害者」と述べ、追悼の意を表した。

## 対日戦勝記念日
連合国軍はドイツ降伏後も日本との戦争を続けたが、イギリスでの1945年8月15日未明、アメリカでの8月14日（日本標準時の8月15日）、日本政府はポツダム宣言受諾を国民へ知らせた（玉音放送）。そして、1945年9月2日に、日本政府は降伏文書に調印し、第二次世界大戦は終結した。
日本では、ポツダム宣言受諾を国民へ知らせた玉音放送の日である8月15日が「終戦の日」と受けとめられている。一方、連合国では、日本政府が降伏文書に調印した9月2日が「対日戦勝記念日」「VJデー」と呼ばれている。但し、連合国のうちソビエト連邦と中国、冷戦時代の東側諸国では、翌日の9月3日が対日戦勝記念日となっている。